# Paolo Galletti
Paolo Galletti   (Florència, 7 de març de 1937 - Tavarnelle Val di Pesa, 25 d'abril de 2015) fou un nedador italià, especialista en estil lliure, que va competir durant les dècades de 1950 i 1960.
El 1956 va prendre part en els Jocs Olímpics d'Estiu de Melbourne, on fou setè en la prova dels 4×200 metres lliures del programa de natació. Quatre anys més tard, als Jocs de Roma, va disputar tres proves del programa de natació. En totes quedà eliminat en sèries.
En el seu palmarès destaquen una medalla de plata en els 4×200 metres lliures i una de bronze en els 400 metres lliures del Campionat d'Europa de natació de 1958. També guanyà 11 campionats nacionals, entre 1956 i 1959, i va establir rècords nacionals en els 200, 400, 800 i 1.500 lliures i 200 esquena.
Un cop retirat va ser un reconegut pintor de composicions geomètriques. Les seves obres s’han exposat a París, Bolonya, Milà, Florència o Torí.